# 赤羽別院親宣寺
赤羽別院親宣寺（あかばねべついんしんせんじ）は、愛知県西尾市一色町赤羽にある真宗大谷派の寺院である。同派の別院。真宗本廟（東本願寺）を本山と仰ぐ。本尊は阿弥陀如来。山号は本目山（ほんもくざん）。別名は赤羽御坊（あかばねごぼう）で、地元では御坊さん（ごぼさん）と呼ばれる。

## 沿革
室町時代の15世紀中頃、赤羽根城隣接地に本願寺第八代蓮如によって念仏道場が開かれた。約250年の後、蓮如開創の道場は跡地を遺すのみであったが、額田郡上六名村（現愛知県岡崎市）出身の江戸公方御家人本目勝左衛門親宣が、この道場を再興し、両親と自身の菩提寺としたのが、赤羽別院の起源である。
元禄13年（1700年）、親宣に対して西尾藩主 土井利忠（利意か）より、赤羽根城跡地を含む念仏道場跡地2950坪が与えられ、一宇が建立される。翌元禄14年（1701年）には、東本願寺第17代真如より、本山直末として｢本目山親宣寺｣の山号および寺号と絵像本尊（裏被染御自筆）を授与された。明和3年（1766年）に親鸞御影、天明2年（1782年）には太子・七高僧御影をそれぞれ授与されている。寛政10年（1798年）、東本願寺掛所(別院)となり、輪番が置かれる。
文政5年（1822年）に庫裏、文政7年（1824年）には掛所に相応しい三河随一の巨大な本堂（間口14間、奥行13間）が再建された。その後、江戸末期から大正時代にかけて講堂、対面所等二十余の諸殿が建立されている。1887年（明治20年）には、特別に由緒があり寺号をもつ「別格別院」の指定を受けた。この年、東本願寺第22代現如が三河巡化の折、当別院に宿泊している。
1936年（昭和11年）、東本願寺第23代彰如が、先代現如の13回忌法要を当別院にて親修。1938年（昭和13年）には、杉浦米吉の一寄進によって、三河随一の山門が建立された。隆盛を極めた赤羽別院であったが、1945年（昭和20年）1月13日の三河地震により、庫裡、講堂等二十余棟の諸殿が倒壊した。14年後の1959年（昭和34年）9月には、伊勢湾台風によって本堂が倒壊した。地震、台風によって甚大な被害を受けた赤羽別院であるが、1963年（昭和38年）、寄進により鐘楼と梵鐘を再興、1995年（平成7年）に「お御堂」（本堂）を建立、庫裡等を補修、改装し、落慶法要が厳修された。

## 境内
- 本堂
- 山門
- 鐘楼
- 庫裏
- 書院
- 高須治兵衛翁旧里碑 - 高須治兵衛は高須克弥の曽祖父。
- 赤羽根古城跡（史跡） - 赤羽別院親宣寺や愛知県立一色高等学校の敷地にある[2]。

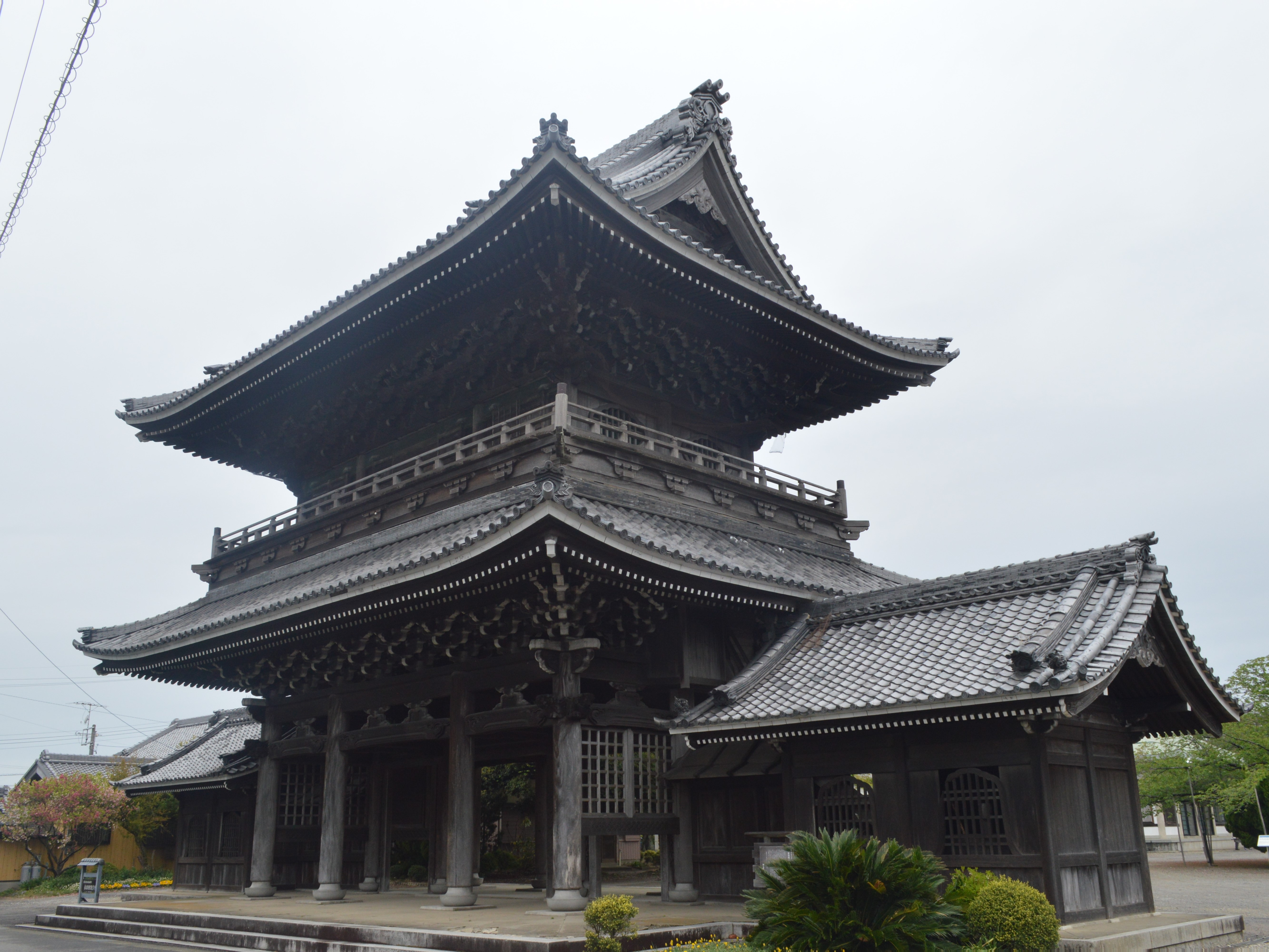
山門
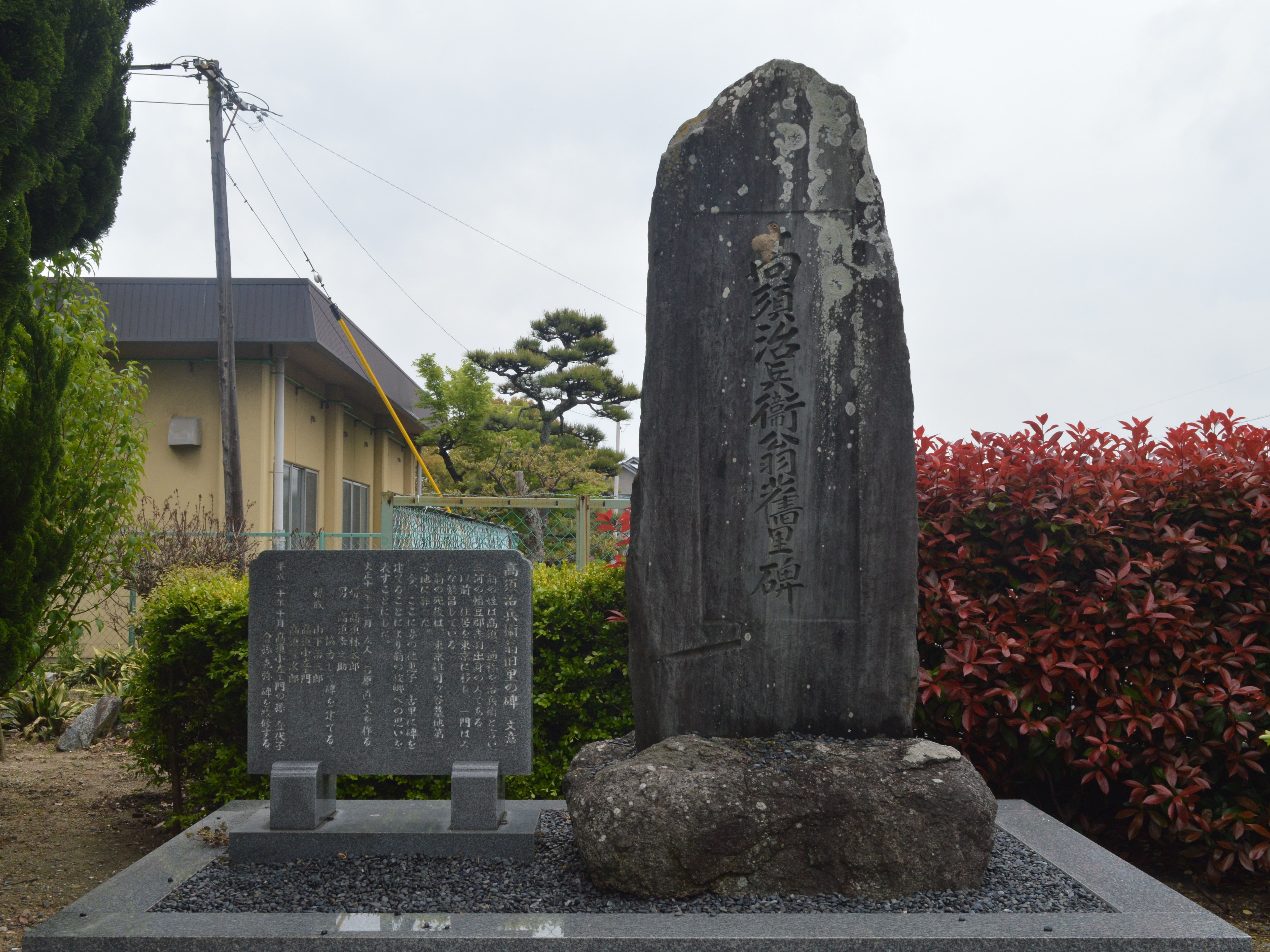
高須治兵衛翁旧里碑
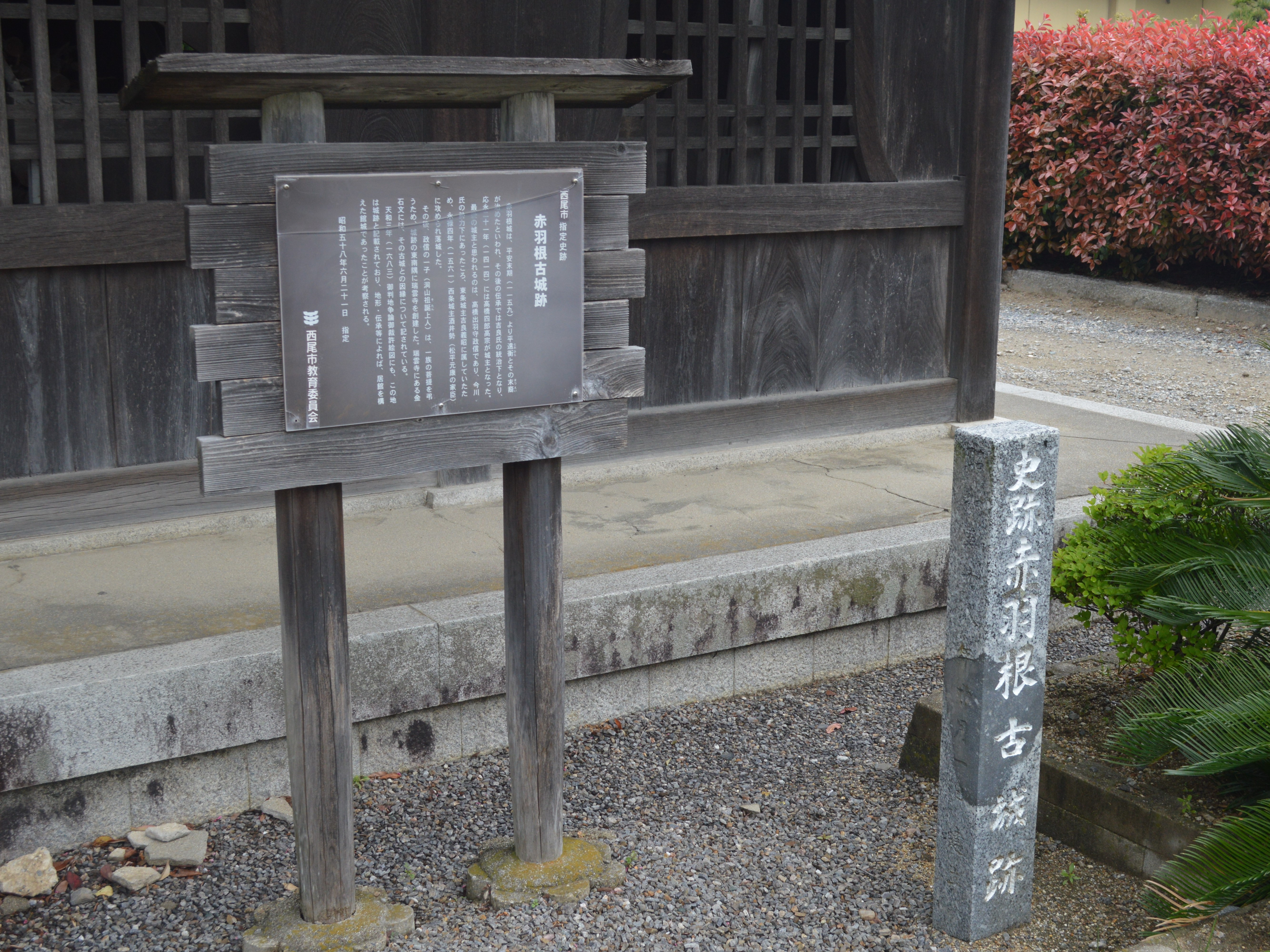
赤羽根古城跡

## 交通アクセス
- ふれんどバス「一色高校西」停留所から徒歩5分